# Reuben Henry III Tucker
Reuben Henry III Tucker (Ansonia (Connecticut), 29 januari 1911 - Charleston (South Carolina), 6 januari 1970) was een Amerikaanse officier. Hij werd op 22 februari 1946 bij Koninklijk Besluit door koningin Wilhelmina benoemd tot Ridder in de Militaire Willems-Orde.
Kolonel Reuben Henry III Tucker was commandant van het 504th P.I.R., 82nd Airborne Division, een luchtlandingseenheid die tijdens Operatie Market Garden met parachutes afdaalde.
Tijdens de gevechten van de 82ste Airborne Division in het gebied van Nijmegen in de periode van 17 september tot 4 oktober 1944 heeft Reuben Henry III Tucker, zo vermeldt het Koninklijk Besluit, zich "Tijdens de gevechten van de 82ste Airborne Division in de omgeving van Nijmegen in de maanden september en oktober 1944 zich onderscheiden door het bedrijven van uitstekende daden van moed, beleid en trouw. Daarbij herhaaldelijk blijk gegeven van buitengewone plichtsbetrachting en groot doorzettingsvermogen, en in alle opzichten een zeer loffelijk voorbeeld, een inspiratie geweest voor allen in die roemvolle dagen".

## Onderscheidingen
- Distinguished Service Cross met één Eikenloof cluster op 30 september 1943 en 14 november 1944[2][3]
- Army Distinguished Service Medal op 27 september 1963[3]
- Silver Star op 13 september 1945[3]
- Officier in het Legioen van Verdienste op 9 juli 1954[3]
- Bronze Star
- Purple Heart
- Army Commendation Medal
- Ridder der vierde klasse in de Militaire Willems-Orde op 22 februari 1946[4][2]
- Parachutist Badge
- Presidential Unit Citation
- Combat Infantryman Badge

Charles Billingslea · Robert C. Blankenship · Charles King Boyd · Julian Aaron Cook · Daniel Frank Elam · Edward Simons Fulmer · Wesley Harris · Glenn Jonas · William Kero · Harry William Osborn Kinnard · Paul Lester · Joseph Myers · Herbert Edgar Schulman · Maxwell D. Taylor · Dewitt S. Terry · Reuben Henry III Tucker · Waverly W. Wray